# Bactérie acétique
Acetobacteraceae
Famille
Synonymes
- Acetobactereae Pribram, 1929[2]

Les bactéries acétiques forment la famille des Acetobacteraceae, regroupant des alphaprotéobactéries bacilliformes à flagelle et chimio-organotrophes de Gram négatif, dont le métabolisme aérobie produit une fermentation acétique par oxydoréduction. Ce métabolisme se manifeste spécifiquement par un cycle de conversion complet ou partiel de glucides, d'alcools primaires, de polyols ou d'aldéhydes dont résulte en particulier de l'acide acétique.
Les espèces de bactéries acétiques se répartissent en une dizaine de genres constituant une sous-famille de la famille des Acetobacteraceae, qui relève de l'ordre des Rhodospirillales. Il convient de ne pas les confondre avec les bactéries acétogènes, les bactéries acidogènes et les bactéries acidophiles.

## Bactériologie des bactéries acétiques

### Historique de la microbiologie des bactéries acétiques
Au début du XVIIIe siècle, Georg Ernst Stahl identifie la fermentation acétique de l'éthanol, puis Herman Boerhaave met en évidence la différence entre cette dernière et la fermentation alcoolique. En 1822, Christiaan Hendrik Persoon attribue l'acescence à un biofilm cellulosique qu'il dénomme Mycoderma aceti (littéralement : peau de champignon du vinaigre) : la « mère de vinaigre ».
Louis Pasteur, alors au service des vinaigriers français, met en évidence les processus de fermentation alcoolique et de fermentation acétique. En 1864, il identifie l'une des espèces de bactéries acétiques à l'origine de cette dernière : Acetobacter aceti. Après Pasteur, d'autres chercheurs (Hansen, Duclaux, Henneberg…) identifient d'autres espèces de bactéries acétiques.

### Biotopes et vecteurs des bactéries acétiques

#### Biotopes endémiques
À l'état endémique, les bactéries acétiques sont phytophiles. Elles sont principalement présentes sur les sécrétions des végétaux ou de certains insectes phytophiles (puceron, abeille...) ayant éventuellement subi une fermentation alcoolique : suc de fruit mûr, nectar, miellat, miel, exsudats de sève et d'oléorésine... Leur substrat de prédilection varie selon leur chimiohétérotrophie spécifique : solution aqueuse d'éthanol, de glycérol ou d'acide lactique pour Acetobacter ; solution aqueuse de mannitol, de sorbitol, de glycérol, de fructose ou de glucose pour Gluconobacter ; solution aqueuse de monosaccharides, de disaccharides ou d'amidon pour Gluconoacetobacter xylinum, hansenii et sacchari (synthétisant particulièrement bien la cellulose) ; solution aqueuse de méthanol pour Acidomonas methanolica et Gluconoacetobacter methanolicus…
La plupart de ces bactéries ont une interaction biologique commensaliste, certaines étant endophytes en fixant l'azote à partir de l'ammonium : Gluconoacetobacter diazotrophicus, Acetobacter nitrogenifigens, Gluconoacetobacter sacchari (notamment présente sur les feuilles de canne à sucre)... La majorité des colonies de bactéries acétiques s'organise en chaîne annulaire ou en biofilm dont la matrice est principalement composée de cellulose.

#### Vecteurs et biotopes d'opportunisme
Outre le plancton aérien, les principaux vecteurs des bactéries acétiques sont la mouche du vinaigre et l'anguillule du vinaigre (turbatrix aceti). C'est ainsi que ces bactéries peuvent coloniser des solutions aqueuses de glucides ou d'éthanol relevant de l'alimentation humaine : miel, moût, marc, confiture, jus de fruits ou de légumes, soda, boisson alcoolisée...
Certaines espèces de bactéries acétiques (Gluconoacetobacter kombuchae, Acetobacter aceti, Gluconobacter oxydans, Komagataeibacter xylinus (en)…) peuvent de la sorte se développer en symbiose avec certaines levures (Schizosaccharomyces pombe, Brettanomyces bruxellensis, Torulaspora delbrueckii…), notamment dans la kombucha qui est une boisson alcoolisée ayant subi une fermentation acétique...
Cette colonisation a notamment pour effet de contribuer à l'acidité volatile du milieu concerné. De fait, les bactéries acétiques tolèrent un potentiel hydrogène minimum de 3,5 ‒ le potentiel optimal favorisant leur multiplication étant compris entre 6,3 et 5,4.

### Bactéries acétiques
Les espèces de bactéries acétiques se répartissent en dix genres constituant une sous-famille de la famille des Acetobacteraceæ, qui relève de l'orde des Rhodospirillales : Acetobacter, Gluconobacter, Acidomonas, Asaia, Kozakia, Swaminathan, Saccharibacter, Neoasia, Granulibacter et Gluconoacetobacter. Ce dernier compte notamment les espèces liquefasciens, hansenii, methanolicus, xylinum, diazatrophicus et europaeus qui relevaient du genre Acetobacter.

### Métabolisme des bactéries acétiques
Le type trophique des bactéries acétiques est la chimiohétérotrophie : leur capacité de chimiosynthèse par oxydoréduction de substances organiques libère de l'énergie à leur profit via des porines.

#### Métabolisme respiratoire
Le catabolisme oxydatif des bactéries acétiques étant de type aérobie, la fermentation acétique ne qualifie pas une fermentation au sens strict, leur respiration cellulaire relevant d'une chaîne respiratoire membranaire.

#### Métabolisme énergétique
Certains genres de bactéries acétiques éthanophiles tels qu'Acetobacter ont un métabolisme énergétique leur permettant d'assurer un cycle d'oxydation complet, jusqu'à celle de l'acide acétique et de l'acide lactique en dioxyde de carbone et eau par association des oxydoréductases du cycle de Krebs. D'autres tels que Gluconobacter ont un cycle d'oxydation incomplet se limitant à une production d'acide acétique à partir de glucides via une glycolyse, faute de disposer du cycle des acides tricarboboxyliques.

## Bactéries acétiques en agroalimentaire

### Pourriture bactérienne
Certaines espèces du genre Gluconobacter sont notamment à l'origine d'une pourriture molle bactérienne sur certains fruits mûrs.

### Bactéries acétiques dans les productions de boissons alcoolisées et vinaigres

#### Acidité volatile et acescence
Dans une solution aqueuse d'éthanol (telle qu'une boisson alcoolisée) ou de glucides non fermentés (telle qu'un moût), la fermentation acétique produite par des bactéries acétiques contribue à l'acidité volatile, particulièrement dans celles résultant directement d'une fermentation alcoolique où subsistent des glucides : vin, bière, saké, cidre, poiré, hydromel, vin d'érable, vin de palme, bière de banane…
Au-delà d'un taux critique d'acidité volatile, la fermentation acétique est à l'origine d'une acescence, une colonie de bactéries acétiques s'organise en un biofilm lors de ce processus. En outre, Gluconobacter oxydans peut produire des polysaccharides (glucane, lavane...) lors d'un élevage, rendant ainsi le milieu visqueux.
Au-delà d'un taux critique spécifique d'acide acétique dans l'acidité volatile, une solution aqueuse d'éthanol peut subir une piqûre acétique par estérification à partir de l'acide acétique et de l'éthanol produisant de l'acétate d'éthyle.

#### Bactéries acétiques en brasserie
Outre des gluconoacetobacter maltaceti et acetobacter cerevisiæ intervenant lors de la fermentation de la bière, des acetobacter lambici interviennent en brasserie comme agents d'acidification intentionnelle lors de l'élevage de certaines bières à fermentation mixte (bière rouge notamment) ou à fermentation spontanée (lambic notamment). Ces dernières interviennent aussi dans l'élaboration du vinaigre de bière et du vinaigre de malt.

#### Bactéries acétiques en viniculture
En viniculture, de nombreuses espèces de bactéries acétiques des genres Acetobacter et Gluconoacetobacter sont présentes : Acetobacter aceti, cerevisiae, estunensis, lovaniensis, malorum, oeni, orleanensis, pasteurianus, peroxydans, tropicalis ; Gluconacetobacter entanii, G. johannae, G. liquefaciens, Komagataeibacter europaeus, K. hansenii, K. intermedius, K. oboediens, K. xylinum...
Chronologiquement, les principales espèces de bactéries acétiques présentes en viniculture interviennent comme suit : Gluconobacter oxydans sur des baies de raisin (où elle peut provoquer une pourriture molle bactérienne), Komagataeibacter liquefasciens et K. hansenii sur un moût, Acetobacter pasteurianus lors d'une cuvaison, Acetobacter aceti lors d'une fermentation malolactique, cette dernière ainsi que Komagataeibacter europaeus et qu'Acetobacter œni sur un vin en fin de vinification, Acetobacter orleanensis et Gluconobacter oxydans lors d'un élevage en fûts de bois usagés. Cette dernière peut produire des polysaccharides (glucane, lavane…) rendant le milieu visqueux…

#### Bactéries acétiques en vinaigrerie
Des colonies de certaines espèces de bactéries acétiques interviennent en vinaigrerie dans l'acescence de solutions aqueuses contenant de l'alcool éthylique. Elles s'organisent en un biofilm dénommé mère de vinaigre, en présence d'air dans un contenant non ouillé.
Des colonies de bactéries acétiques très tolérantes à l'éthanol et l'acide acétique interviennent dans l'acescence d'une solution aqueuse d'alcool éthylique issue de la fermentation alcoolique d'un moût : mélasse pour le vinaigre d'alcool, moût de raisins pour celui de vin, malt pour celui de bière, moût de pommes pour celui de cidre, moût de poires pour celui de poiré, moût de miel pour celui d'hydromel, moût de riz pour celui de riz, moût de banane-poyo pour celui de bière de banane…
Les espèces de bactéries acétiques intervenant dans le processus d'acescence en vinaigre de vin sont principalement : Acetobacter aceti, Gluconobacter oxydans, Acetobacter orleanensis, Acetobacter œni et Gluconoacetobacter europaeus dont la tolérance à l'éthanol et l'acide acétique est la plus forte. Déposée sur une surface de 1 m2, une colonie de cette dernière constitue un biofilm de 0,5 g/m2 (à l'état sec) en 24 heures à 20 °C. En 48 heures, une seule bactérie produit son propre poids en acide acétique à condition de disposer d'une grande quantité d'oxygène ou d'un accepteur d'hydrogène (notamment du bleu de méthylène). Sa mise en culture rationalisée permet d'accélérer le processus d'acescence qui nécessitait jadis au moins trois semaines.
Gluconoacetobacter kombuchae, Acetobacter aceti, Gluconobacter oxydans et Gluconoacetobacter xylinum peuvent se développer en symbiose avec certaines levures (schizosaccharomyces pombe, brettanomyces bruxellensis, torulaspora delbrueckii...) dans certaines boissons alcoolisées s'apparentant au vinaigre, notamment dans la kombucha qui est une boisson alcoolisée ayant subi une fermentation acétique...
Acetobacter pomorum intervient principalement dans l'élaboration des vinaigres de cidre et de poiré, Acetobacter lambici dans celle du vinaigre de bière, Acetobacter papayae dans celles des vinaigres de fruits tropicaux dont le moût a subi une fermentation alcoolique : vinaigre d'ananas, de banane-poyo, de fruit de la passion, de corossol, de papaye, de mangue...

## Biosynthèse de la cellulose
Des colonies de Gluconoacetobacter hansenii, sacchari et xylinum interviennent dans certains processus industriels de biosynthèse de la cellulose (rentrant notamment dans la viscose), à partir de différentes sources de carbone : monosaccharides, disaccharides, amidon, alcools et acides organiques. La cellulose microbienne de synthèse produite ainsi est très pure car elle ne contient pas de lignine, de pectine et d'hémicellulose. Ce phénomène est exploité pour la confection du Nata de coco.
Gluconoacetobacter xylinum génère des rubans de cellulose cristalline à l’échelle nanométrique (3-4 nm d’épaisseur, 70-130 nm de largeur, 1-20 µm) entre sa membrane extérieure et son cytoplasme, via des porines de 10 nm de diamètre. Les microfibrilles ainsi sécrétées forment un réseau dense de nanofibrilles ou une structure réticulée, stabilisée par des liaisons hydrogène. La cellulose native est composée de deux allomorphes cristallins : la cellulose Iα dont les chaînes sont longues et la cellulose Iβ. On obtient une proportion Iα/Iβ plus ou moins grande selon l’origine de la cellulose. La cellulose bactérienne a pour phase dominante la phase cellulose Iα, alors que la cellulose végétale a pour phase dominante la cellulose Iβ.

## Liste des genres
Les genres suivants ont été publiés validement :
- Acetobacter Beijerinck 1898
- Acidibrevibacterium Muhadesi et al. 2019
- Acidicaldus Johnson et al. 2006
- Acidiphilium Harrison 1981
- Acidisoma Belova et al. 2009
- Acidisphaera Hiraishi et al. 2000
- Acidocella Kishimoto et al. 1996
- Acidomonas Urakami et al. 1989
- Ameyamaea Yukphan et al. 2010
- Aristophania Guzman et al. 2023
- Asaia Yamada et al. 2000
- Belnapia Reddy et al. 2006
- Bombella Li et al. 2015
- Brytella Sombolestani et al. 2024
- Caldovatus Habib et al. 2017
- Commensalibacter Roh et al. 2019
- Craurococcus Saitoh et al. 1998
- Crenalkalicoccus Ming et al. 2016
- Dankookia Kim et al. 2016
- Elioraea Albuquerque et al. 2008
- Endobacter Ramírez-Bahena et al. 2013
- Endosaccharibacter Pitiwittayakul et al. 2025
- Entomobacter Guzman et al. 2021
- Falsiroseomonas Rai et al. 2022
- Formicincola Chua et al. 2024
- Gluconacetobacter corrig. Yamada et al. 1998
- Gluconobacter Asai 1935
- Granulibacter Greenberg et al. 2006
- Humitalea Margesin & Zhang 2013
- Komagataeibacter Yamada et al. 2013
- Kozakia Lisdiyanti et al. 2002
- Lichenicoccus Pankratov et al. 2020
- Lichenicola Noh et al. 2020
- Muricoccus Kämpfer et al. 2003
- Neoasaia Yukphan et al. 2006
- Neokomagataea Yukphan et al. 2011
- Neoroseomonas Rai et al. 2022
- Nguyenibacter Vu et al. 2013
- Oecophyllibacter Chua et al. 2021
- Paeniroseomonas Rai et al. 2022
- Paracraurococcus Saitoh et al. 1998
- Plastoroseomonas Rai et al. 2022
- Rhizosaccharibacter Pitiwittayakul et al. 2025
- Rhodopila Imhoff et al. 1984
- Rhodovarius Kämpfer et al. 2004
- Rhodovastum Okamura et al. 2018
- Roseicella Khan et al. 2019
- Roseococcus Yurkov et al. 1994
- Roseomonas Rihs et al. 1998
- Rubritepida Alarico et al. 2002
- Sabulicella Lin et al. 2024
- Saccharibacter Jojima et al. 2004
- Siccirubricoccus Yang et al. 2017
- Sorlinia Marasco et al. 2024
- Swaminathania Loganathan & Nair 2004
- Swingsia Malimas et al. 2014
- Tanticharoenia Yukphan et al. 2008
- Teichococcus Kämpfer et al. 2003

## Taxonomie
Le nom correct complet (avec auteur) de ce taxon est Acetobacteraceae (ex Henrici 1939) Gillis & De Ley 1980.
Le genre type est Acetobacter Beijerinck 1898.

### Synonymes
Acetobacteraceae a pour synonymes :
- Acidocellaceae Degli Esposti et al. 2024
- Elioraeaceae Habib et al. 2020
- Roseomonadaceae Degli Esposti et al. 2024

### Étymologie
L'étymologie du nom de cette famille est la suivante : N.L. masc. n. Acetobacter, genre type de la famille; L. fem. pl. n. suff. -aceae, suffixe pour définir une famille; N.L. fem. pl. n. Acetobacteraceae, la famille des Acetobacter.